# 22155 Marchetti
22155 Marchetti è un asteroide della fascia principale. Scoperto nel 2000, presenta un'orbita caratterizzata da un semiasse maggiore pari a 2,2963665 UA e da un'eccentricità di 0,1340932, inclinata di 6,52112° rispetto all'eclittica.